# Mac App Store
A Mac App Store da Apple Inc. é uma plataforma para distribuição digital de software para o sistema operacional macOS. A Mac App Store segue o mesmo conceito já empregado na App Store para iPhone, iPad e iPod Touch. A plataforma foi anunciada em 20 de outubro de 2010, no evento "Back to the Mac" da Apple. A Apple começou a aceitar inscrições de aplicativos de desenvolvedores registrados em 3 de novembro de 2010, em preparação para seu lançamento.
A versão 1.0 foi lançada em 6 de janeiro de 2011, junto com Mac OS X 10.6.6. No primeiro dia cerca de um milhão de downloads foram feitos.